# Embarrassed
Embarrassed — третий студийный релиз московской группы Rekevin, выпущенный в апреле 2011 года.

## Об альбоме
2 апреля 2011 года в московском клубе «Гоголь», 16 апреля в питерском клубе «Грибоедов» и 22 апреля в Киевском «Sullivan Room» состоялась презентация третьего релиза под названием «Embarrassed». Работа проходила в основном на студии Большакова Параметрика в Москве. При записи использовались живые инструменты: Fender Rhodes, Minimoog, рояль, контрабас и многие другие. В записи песни Together Forever принимал участие струнный квартет. Сведением занимался московский звукорежиссёр Артём Аматуни. Мастеринг проходил на Канадской студии у Noah Mintz. В трек-лист диска вошли 4 новые песни и 4 ремикса, отобранные путём конкурса, проведённого ранее среди слушателей.

## Список композиций
1. Angels — 4:26
2. Double You — 5:29
3. Embarrassed — 5:28
4. Together Forever — 4:53
5. Bitter Love (Krivitsky remix) — 6:01
6. Galaxies (Big Breakie mix) — 4:35
7. Two (Markey Funk remix) — 4:09
8. Two (Rogerrr remix) — 4:10

## В записи участвовали
- Ксения Зотова (Истенко) — вокал, тексты
- Тимофей Коршунов — клавишные, эффекты
- Игорь Бардашев — барабаны
- Игорь Левицкий — гитары
- Алексей Кочетков — бас-гитара, контрабас
- Яков Кривицкий — эффекты
- струнный квартет «Валентинов квартет» — струнные (песня Together Forever)
- Shay Godwin – барабаны (песня Embarrassed)
- Юрий Новгородский — слайд гитара (песня Embarrassed)
- Владислав Окунев – перкуссии (песня Embarrassed и Angels)